# Indotyphlus maharashtraensis
Indotyphlus maharashtraensis é uma espécie de anfíbio gimnofionos da família Indotyphlidae. Está presente na Índia. A UICN classificou-a como deficiente de dados.